# Brazil (Indiana)
Brazil város az USA Indiana államában. Lakosainak száma 8181 fő (2020. április 1.).

## Népesség
A település népességének változása:

| 2010 | 7 912 |
| 2020 | 8 181 |